# Rhynchostegium campylocarpum
Rhynchostegium campylocarpum är en bladmossart som beskrevs av De Notaris 1859. Rhynchostegium campylocarpum ingår i släktet näbbmossor, och familjen Brachytheciaceae. Inga underarter finns listade i Catalogue of Life.